# NGC 2803
NGC 2803 é uma galáxia elíptica (E-S0) localizada na direcção da constelação de Cancer. Possui uma declinação de +18° 57' 16" e uma ascensão recta de 9 horas, 16 minutos e 43,8 segundos.
A galáxia NGC 2803 foi descoberta em 21 de Março de 1784 por William Herschel.